# Òcelum
Òcelum (en grec antic Ὤκελον segons Estrabó) era una ciutat de la Gàl·lia Transpadana, que menciona Juli Cèsar i diu que era l'última ciutat d'aquesta província (citerioris provinciae extremum), i allà va haver de lluitar amb tribus gal·les independents, els ceutrons, graiòcels i caturiges que ocupaven els passos dels Alps.
En temps d'Estrabó, Òcelum era una ciutat fronterera del regne de Marc Juli Coti, els Alps Cottis, a la vora del riu Duria Minor, propera a Segúsio a Ligúria. Per la ciutat passava una via que anava d'Ambrun (Eburodúnum) a la Gàl·lia fins a Segúsio, per l'important pas de Mont Genevre.